# Cefotaxim
Cefotaxim ist ein Antibiotikum aus der Gruppe der Cephalosporine der dritten Generation. Nach der Gruppeneinteilung des Paul-Ehrlich-Instituts gehört es zu der Gruppe 3a der parenteralen Cephalosporine.
Die bakterizide Wirkung erfolgt, wie bei anderen β-Lactam-Antibiotika, durch Hemmung der bakteriellen Zellwandsynthese.

## Wirkspektrum
Im Gegensatz zu den Cephalosporinen der Gruppe 1 (z. B. Cefazolin) wirkt Cefotaxim besser gegen gramnegative Bakterien, wie beispielsweise Gonokokken, Meningokokken und Enterobacteriaceae. Cefotaxim ist jedoch im Vergleich zu den anderen Vertretern seiner Gruppe 3a (Ceftriaxon, Ceftizoxim, Cefmenoxim) relativ schlecht wirksam gegen Pseudomonas.
Cefotaxim blockiert nicht nur die Teilung von Bakterien, inklusive der Cyanobakterien, sondern auch die Teilung der Cyanellen, der photosynthetisch aktiven Organellen der Glaucocystaceae, sowie der Chloroplasten von Blasenmützenmoosen. Auf die Teilung der Plastiden der höher entwickelten Gefäßpflanzen wie beispielsweise bei Tomaten haben sie jedoch keinen Effekt. Dies ist ein Hinweis darauf, dass bei höheren Pflanzen durch erfolgte, evolutionäre Veränderungen der Plastidteilung β-Lactam-Antibiotika im Allgemeinen auf Chloroplasten keine Wirkung mehr zeigen.

## Indikationen
Cefotaxim, als Cefotaxim-Natrium im Präparat Claforan von Hoechst angeboten, mit seinem breiten Spektrum ist zur kalkulierten Initialtherapie schwerster, lebensbedrohlicher Infektionen wie Pneumonie, Sepsis oder Meningitis geeignet. Die Wirkungslücken werden vor allem in Kombination mit einem Aminoglykosid oder Acylaminopenicillin geschlossen. Des Weiteren ist Cefotaxim zur Therapie der Neuroborreliose geeignet.

## Handelsnamen
Monopräparate
Claforan (D, A), diverse Generika (D, A)